# Sopa de cacahuete
La sopa de maní, de cacahuate o de cacahuete es una sopa de diferentes lugares del mundo elaborada a base de cacahuetes con otros ingredientes. Es un alimento básico en la gastronomía de África, pero también se come en el Extremo Oriente (Taiwán), los Estados Unidos (principalmente en Virginia) y otras áreas del mundo. En Ghana a menudo se come con fufu. La sopa de cacahuete también es una sopa nativa del pueblo edo de Benín y Nigeria y a menudo se come con ñame machacado. Algunos de los ingredientes esenciales utilizados para hacerlo son pimienta de Guinea (uziza) y hoja de vernonia (hoja amarga). También es un plato típico de Bolivia y de la zona andina (altiplano y puna) de Salta y Jujuy, siendo aquí consumida especialmente en el "jueves de ahijados".
La sopa de maní boliviana es considerada en Bolivia como el plato de comida más representativo en todo el país, así como la (empanada) salteña. Hoy en día en Bolivia existe una estructura básica para la elaboración pero a pesar de ello cada región de Bolivia le otorga una especial característica en cada región que va desde el uso de papas hervidas, fritas, ajos, etc. La esencia está en una pseudocrema de maní que va de un color blanco hasta uno de tono amarillento, dependiendo de la cocción de la legumbre.
Se considera un manjar en Ghana, Sierra Leona, y otros países de África Occidental, y se prepara a partir de cacahuete que se hace puré en una pasta, generalmente denominada pasta de cacahuete. La sopa de cacahuete se come con fufu, banku o kenkey. Es conocido en idioma akan como nkatenkwan.

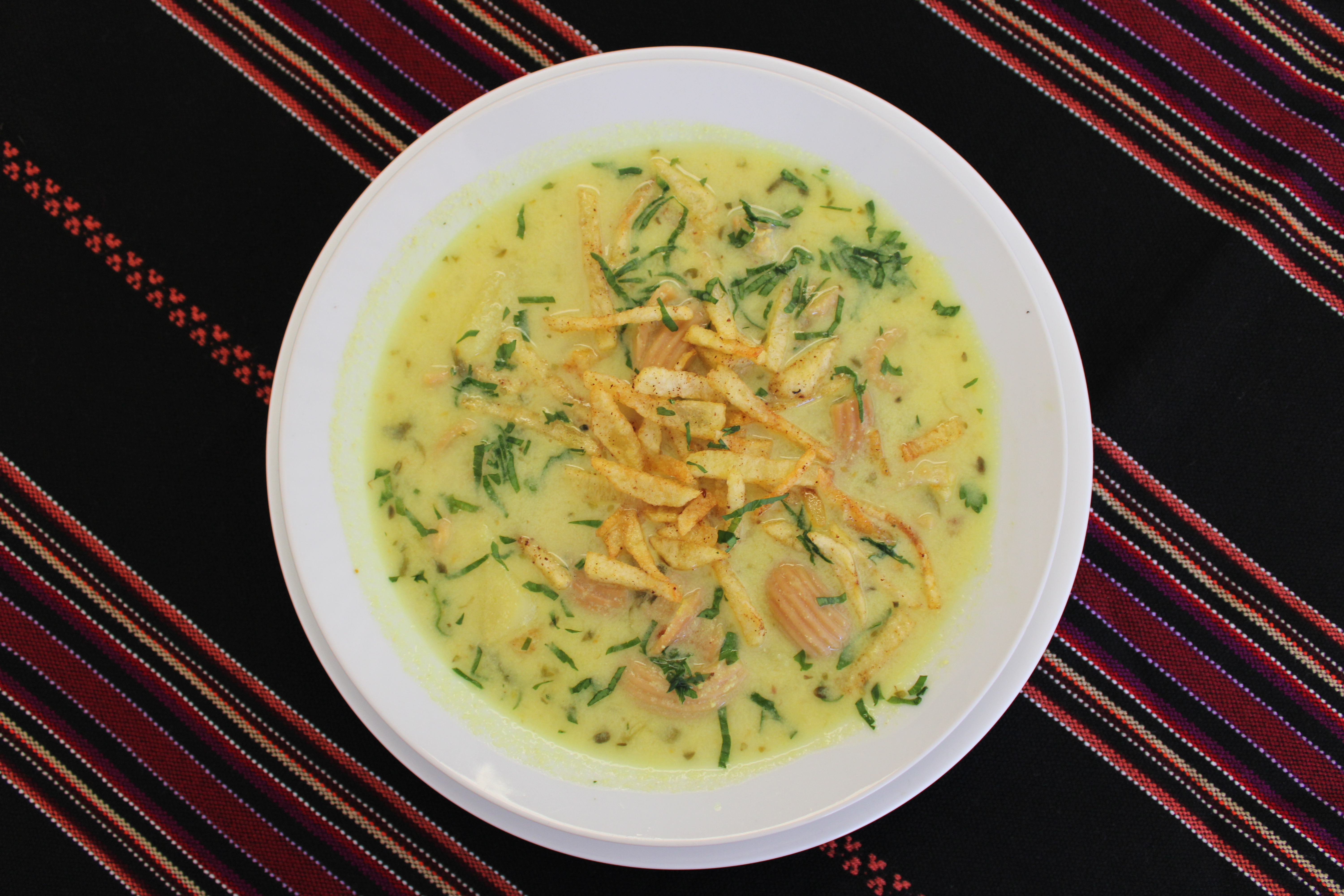
Sopa de maní cochabambino, Bolivia.